# Transmar
Transmar (ou Transmare, Transmarus, Transmarinus), mort le 21 mars 950, est un prélat français du Xe siècle, évêque de Noyon-Tournai de 937 à 950.

## Biographie
La date de naissance, les origines familiales et les années de formation de Transmar ne sont pas documentées. Il est moine et prévôt de l’abbaye de Saint-Vaast à Arras, lorsqu’il est désigné en 937 pour remplacer Walbert, décédé la même année, à l’évêché de Noyon-Tournai.
Durant tout son magistère épiscopal, Transmar garde un intérêt prononcé pour les institutions monastiques. Il profite ainsi de son influence sur Arnoul Ier, comte de Flandre, pour l’inciter à restaurer en 941 l’abbaye gantoise de Saint-Pierre-au-Mont-Blandin, qu’il fait ensuite richement doter,,.  En 941 ou 942, il consacre la chapelle Saint-Jean de Gand, à l’emplacement de laquelle sera plus tard bâtie la cathédrale de Saint-Bavon,.
À sa requête, le roi Louis IV d'Outremer concède respectivement aux chanoines de Saint-Médard et de Saint-Éloi, par un édit du 26 juin 945, les petites abbayes de Saint-Maurice et Saint-Étienne situées aux faubourgs de Noyon, ; il ordonne également que ces prélats célébreront le jour anniversaire de la mort de l’évêque et décide enfin « que les prévôts placés à la tête de ces abbayes payeront auxdits chanoines une redevance de deux sous de cire et que les chanoines feront mémoire de lui dans la cérémonie prescrite ». 
En novembre 946, il préside l’élévation des reliques de Sainte Hunégonde et le dépôt de ses ossements dans une châsse,.  En 948, malade de la fièvre, il ne peut assister au synode d’Ingelheim conduisant à l’excommunication d’Hugues le Grand,,.
Il meurt le 21 mars 950 et est inhumé dans le chœur de la cathédrale de Noyon, à la droite de l’autel. Son archidiacre Rodolphe (ou Raoul) lui succède à l’évêché de Noyon-Tournai.